# Ulica Toruńska w Gdańsku

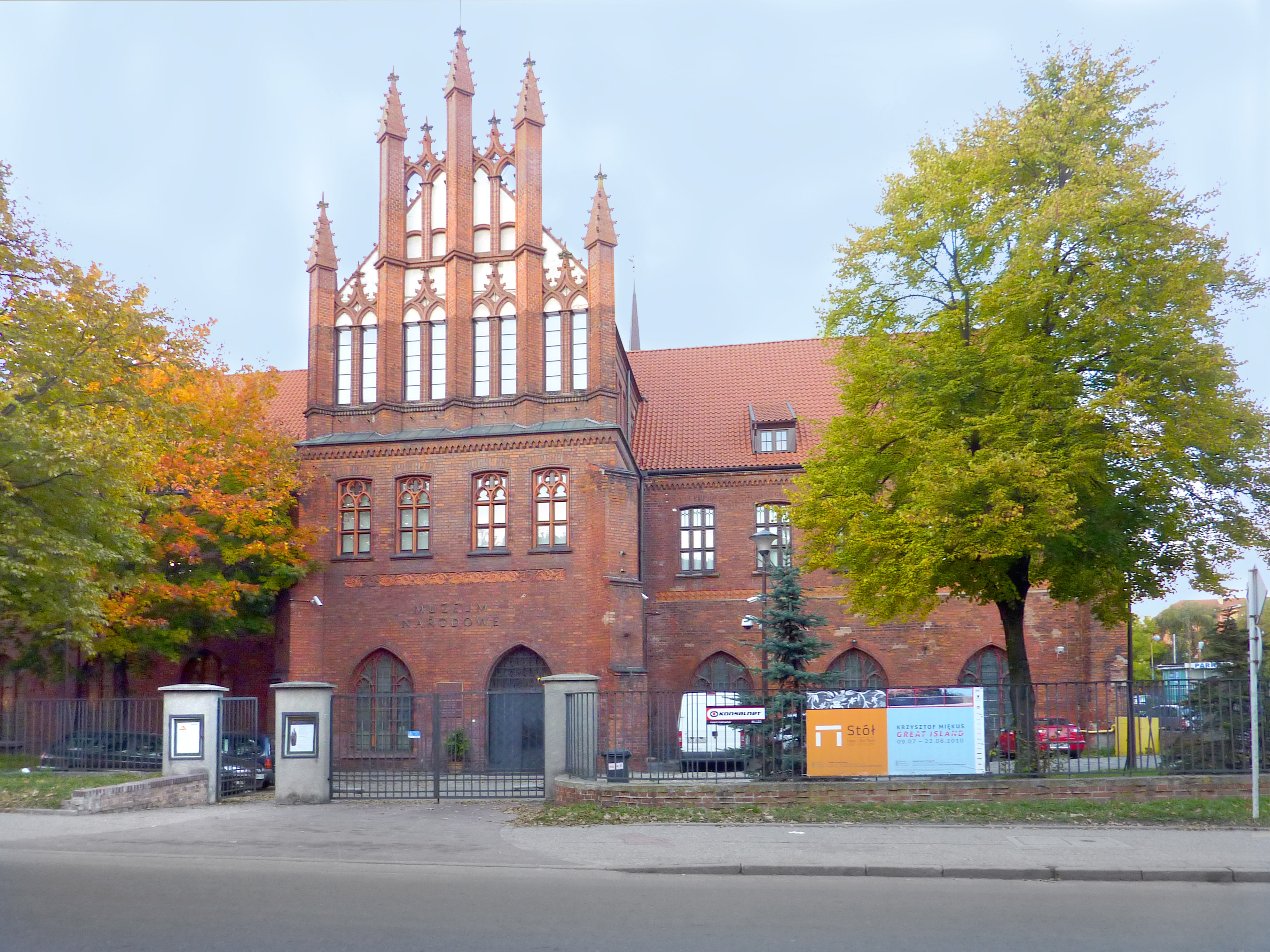
Muzeum Narodowe przy ul. Toruńskiej

Ulica Toruńska (niem. Thornsche Gasse) – ulica w Gdańsku, na Starym Przedmieściu i Dolnym Mieście. Bierze swój początek przy skrzyżowaniu z ul. Okopową, przebiega na wschód ku Dolnemu Miastu, przecinając Motławę i Nową Motławę.
Ulica jest bezpośrednim połączeniem Dolnego Miasta z drogą nr 1. Po ulicy poruszają się autobusy linii 120.
Niegdyś musiała mieć większe znaczenie w związku z leżącym przy niej, nieistniejącym już, dworcem kolejowym Gdańsk Brama Nizinna. Przy ulicy zachował się schron przeciwlotniczy z czasów III Rzeszy.

## Poprzednie nazwy
- Uff der Trumme
- Brückengasse
- Thornsche Brückengasse

## Obiekty
- Muzeum Narodowe w Gdańsku
- ZKPiG nr 2 w Gdańsku
- Była stacja Gdańsk Brama Nizinna
- Schron przeciwlotniczy z lat 40.